# Кеннеди, Жаклин
Жакли́н Ли Бувье́ Ке́ннеди-Она́ссис (англ. Jacqueline Lee Bouvier Kennedy Onassis, урождённая Бувье́; 28 июля 1929 — 19 мая 1994) — первая леди США с 1961 по 1963 год. Одна из самых популярных женщин своего времени, законодательница моды, красоты и изящества в Америке и Европе, героиня светской хроники.
Её помнят за вклад в искусство и сохранение исторической архитектуры. Работала редактором в нескольких издательствах. Её известный розовый костюм, сшитый на заказ в ателье «Chez Ninon», который был копией костюма из осенне-зимней коллекции Шанель 1961, стал символом убийства её мужа и одним из зрительных образов 1960-х годов.

## Ранние годы

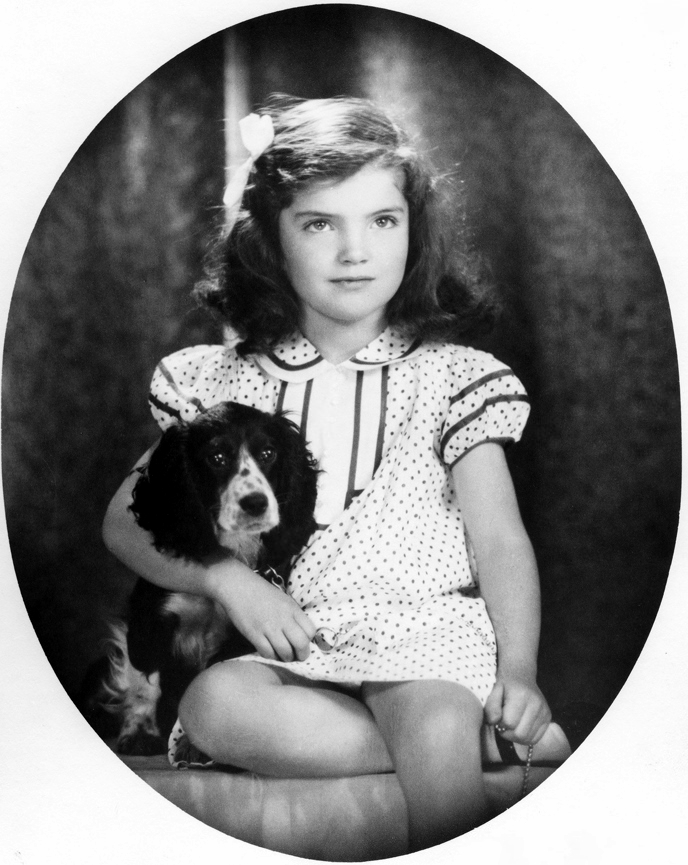
Жаклин Бувье в возрасте 6 лет

Жаклин Бувье родилась 28 июля 1929 года в престижном пригороде Нью-Йорка Саутгемптоне в семье брокера Джона Бувье III и Джанет Нортон Ли. Семья матери имела ирландское происхождение, а отца — французское и английское. В 1933 году родилась её сестра Кэролайн Ли. Родители Жаклин развелись в 1940 году, и её мать в 1942 году вышла замуж за миллионера наследника Standard Oil Хью Очинклосса. От того брака родились два ребёнка: Джанет и Джеймс Очинклосс. В юном возрасте она стала непревзойдённой наездницей, и верховая езда будет оставаться её страстью на протяжении всей жизни. Будучи ребёнком, она также полюбила рисование, чтение и лякросс.

## Образование
Жаклин училась в Holton-Arms School в Вашингтоне с 1942 по 1944 год и в Школе мисс Портер, находящейся в Фармингтоне, штат Коннектикут, с 1944 по 1947 год. В 1947 году Бувье поступила в Вассар-колледж, расположенный в Покипси, штат Нью-Йорк. Учась на предпоследнем курсе, в 1949 году уехала во Францию — в Парижский университет — совершенствовать свой французский язык и приобщиться к культуре и литературе Европы, по программе исследования за границей через Колледж Смит, расположенный в Нортгемптоне, Массачусетс. После возвращения домой в США она перешла в Университет Джорджа Вашингтона в Вашингтоне. В 1951 году получила диплом бакалавра искусств со специализацией в области французской литературы. После окончания университета вместе с сестрой Кэролайн Ли отправилась в путешествие по Европе, где в соавторстве с сестрой написала единственную автобиографическую книгу «Одно особое лето» (англ. One Special Summer). Это единственная публикация, в которой есть её рисунки.
После окончания университета Жаклин стала корреспондентом ежедневной газеты The Washington Times-Herald. Она должна была задавать остроумные вопросы случайно выбранным на улице людям и делать их снимки, которые печатались в газете рядом с избранными фрагментами интервью. В качестве корреспондента этой газеты Жаклин освещала коронацию британской королевы Елизаветы II, прошедшую 2 июня 1953 года в Вестминстерском аббатстве (Лондон).
В это время она в течение трёх месяцев была помолвлена с молодым биржевым маклером Джоном Хустедом. Позже Бувье продолжила изучение Истории США в Джорджтаунском университете в Вашингтоне.

## Свадьба с Джоном Кеннеди. Семья

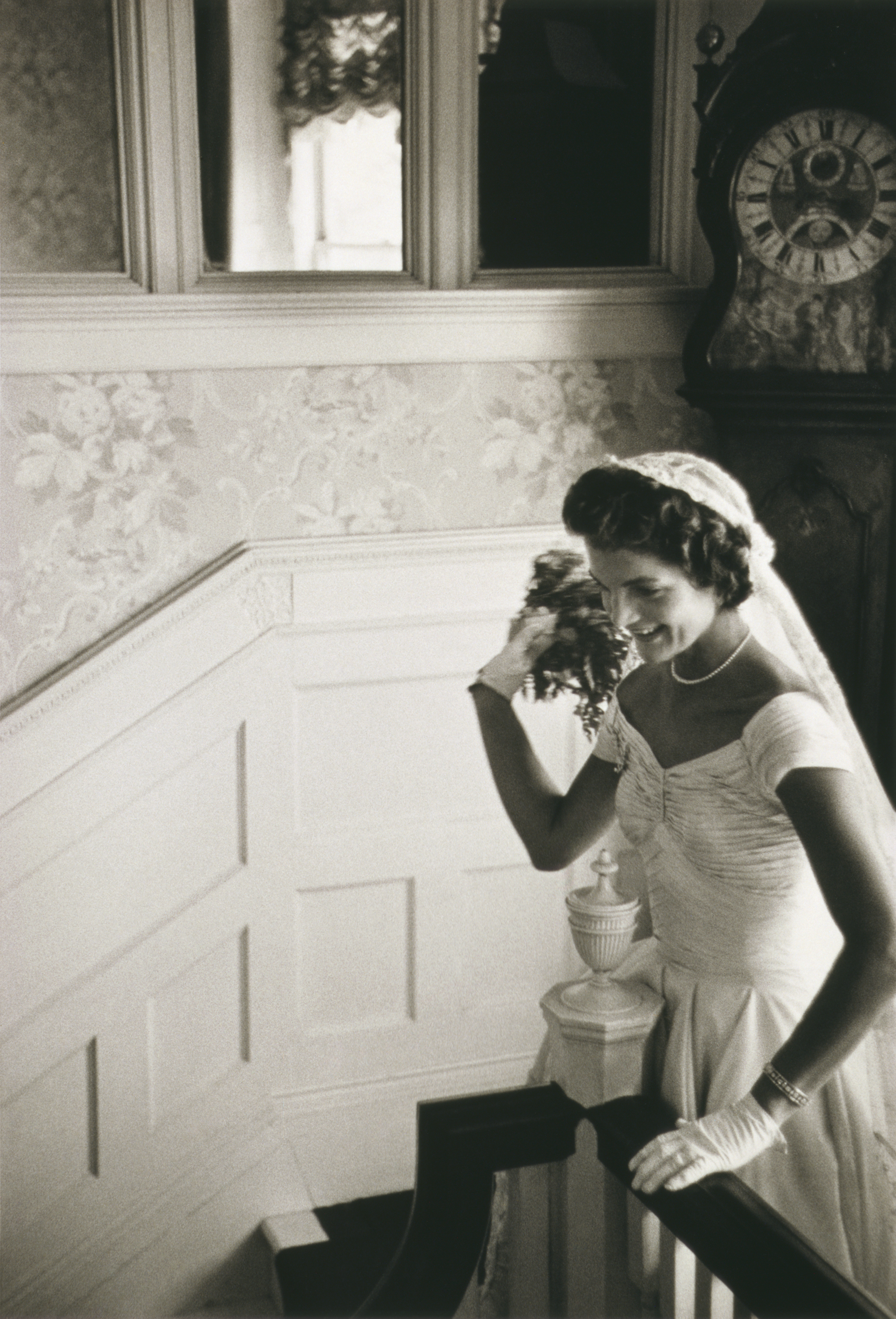
Жаклин Кеннеди на Хаммерсмитской Ферме в Ньюпорте, Род-Айленд, в день своей свадьбы, 12 сентября 1953 года.

В мае 1952 года на званом обеде, организованном общими друзьями, Жаклин Бувье и Джон Кеннеди (в то время сенатор) были официально представлены друг другу. Жаклин и Джон начали встречаться, а 25 июня 1953 года объявили о помолвке.
Свадьба Жаклин Ли Бувье и Джона Ф. Кеннеди состоялась 12 сентября 1953 года в церкви Св. Марии в Ньюпорте (штат Род-Айленд). Мессу отслужил архиепископ Бостона Ричард Кушинг. Приблизительно 700 гостей посетили церемонию и 1 200 были на приеме в родном доме Жаклин — Хаммерсмит-Фарм. Свадебный торт приготовила пекарня Плурда из Фолл-Ривера, Массачусетс. Подвенечное платье, которое сейчас можно увидеть в Библиотеке Кеннеди в Бостоне, и платья подружек невесты сшила нью-йоркский дизайнер Энн Лоу. Молодожёны провели медовый месяц в Акапулько, а затем поселились в своём новом доме в Маклине, Виргиния. Первая беременность у Жаклин оказалась неудачной, и 23 августа 1956 года, после открывшегося кровотечения и преждевременных родов, на свет появилась мертворождённая девочка. В том же году пара продала их дом Hickory Hill Роберту Кеннеди и его жене Этель Скейкель-Кеннеди, переехав в особняк на Норт-стрит в Джорджтауне. 27 ноября 1957 года Джеки Кеннеди родила долгожданную дочь Кэролайн Бувье Кеннеди. В 1960 году, в День благодарения, 25 ноября Жаклин родила сына Джона Фицджеральда Кеннеди — младшего. Спустя три года, 7 августа 1963 года Жаклин доставили в больницу с ухудшением самочувствия и преждевременными схватками, там же посредством кесарева сечения родился Патрик Бувье Кеннеди. Спустя 2 дня, 9 августа 1963 года Патрик умер от респираторного дистресс-синдрома новорождённых.

### Дети

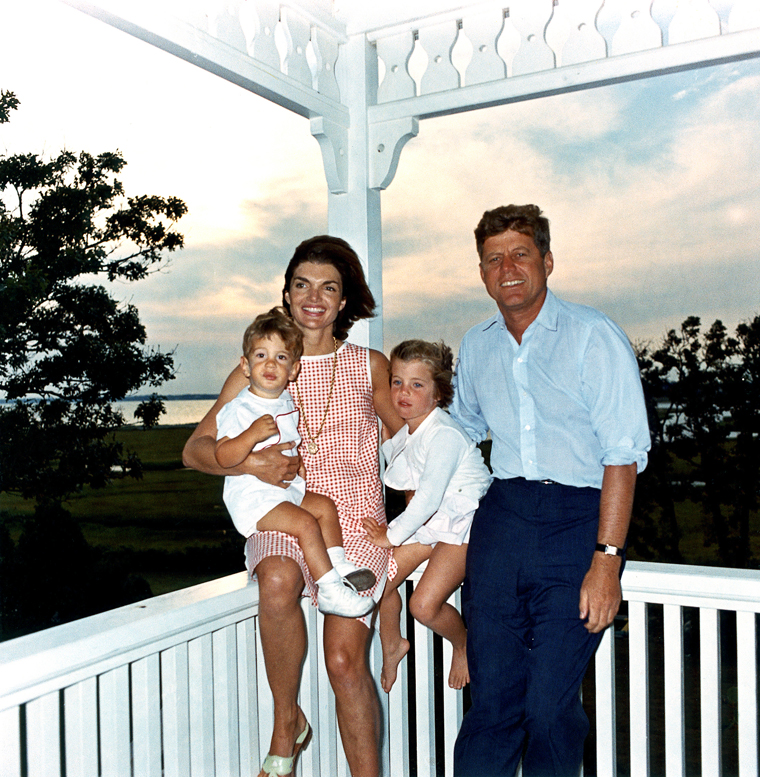
Жаклин с семьёй в Хайаннис-Порте, Массачусетс, 4 августа 1962 года

- Арабелла Кеннеди (23 августа 1956 — 23 августа 1956).
- Кэролайн Бувье Кеннеди (род. 27 ноября 1957). Замужем за Эдвином Шлоссбергом. Пара воспитывает двух дочерей и сына. Она — последний выживший ребёнок Жаклин и Джона Ф. Кеннеди.
- Джон Фицджеральд Кеннеди — младший (25 ноября 1960 — 16 июля 1999). Редактор журнала и адвокат. Женат на Кэролин Бессетт. Джон и его жена погибли в авиакатастрофе, так же, как и Лорен Бессетт, сестра Кэролин, 16 июля 1999 года, у берегов острова Мартас-Винъярд, в самолёте Piper Saratoga II HP, пилотируемом Джоном Кеннеди-мл.
- Патрик Бувье Кеннеди (7 августа 1963 — 9 августа 1963).

## Первая леди Соединённых Штатов Америки

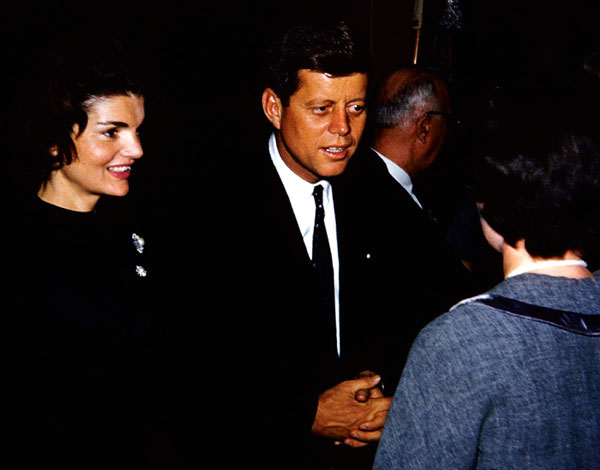
Жаклин Кеннеди во время предвыборной кампании рядом с мужем в Эплтоне, штат Висконсин, март 1960 года.

### Предвыборная кампания
2 января 1960 года Джон Кеннеди объявил о выдвижении своей кандидатуры на пост президента и начал обширную предвыборную кампанию, в которой Жаклин намеревалась играть активную роль, но вскоре Джон Кеннеди узнал, что она беременна. Из-за её предыдущих трудных беременностей семейный врач настоятельно порекомендовал Жаклин оставаться дома. Несмотря на это, Жаклин участвовала в кампании её мужа, отвечая на письма, записывая рекламные ролики, давая интервью газетам и телевидению, и вела свою газетную колонку под названием Campaign Wife, но на публике появлялась редко. Жаклин Кеннеди свободно говорила на французском и испанском языках, а во время предвыборной кампании её мужа выступала также на итальянском и польском.

### Первая леди США

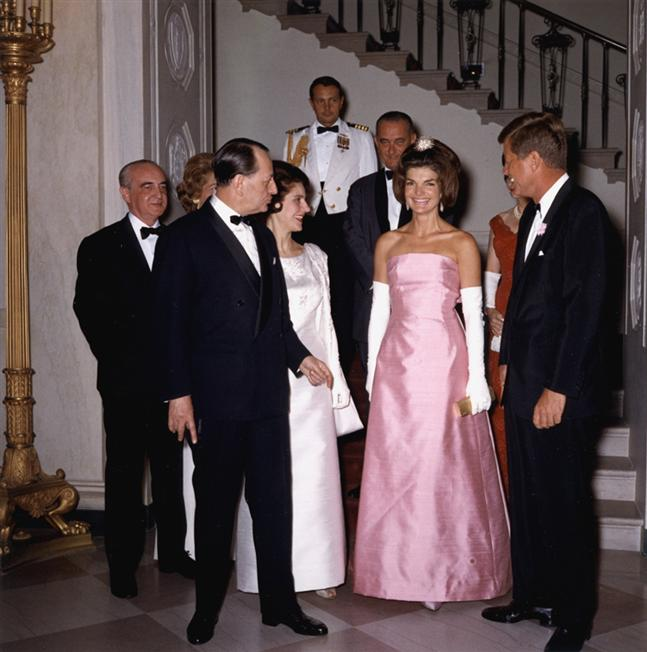
Первая леди Жаклин Кеннеди, президент Джон Ф. Кеннеди, Андре Мальро, Мари-Мадлен Лиу Мальро, Линдон Джонсон и Клаудиа «Леди Бёрд» Джонсон, спустившись по Большой Лестнице Белого дома, направляются на обед. Апрель 1962 года. На Жаклин платье от Олега Кассини.

На президентских выборах 8 ноября 1960 года Кеннеди опередил республиканца Ричарда Никсона. Через две с небольшим недели Жаклин Кеннеди родила первого сына, Джона младшего.
Как любая первая леди, Жаклин Кеннеди была в центре внимания. Она давала интервью и позировала для фотографов, но держала дистанцию между журналистами и собой и своей семьёй. Жаклин Кеннеди прекрасно организовывала приемы в Белом доме, восстановила его интерьер. Неизменные чувство стиля и элегантность снискали ей популярность как среди дипломатов, так и у простых американцев.

### Успех в обществе
Как первая леди, Жаклин Кеннеди посвящала немало времени организации неофициальных встреч в Белом доме и других резиденциях. Она часто приглашала художников, авторов, учёных, поэтов и музыкантов вместе с политиками, дипломатами и государственными деятелями. Она стала приглашать гостей на коктейли в Белый дом, создавая этому особняку менее формальную атмосферу. Благодаря уму и обаянию, Жаклин была популярна среди политиков и дипломатов. Когда Кеннеди и Никиту Хрущёва попросили пожать друг другу руки для совместной фотографии, Хрущев сказал: «Я хотел бы сначала пожать её руку», имея в виду Жаклин.

### Восстановление Белого дома
Восстановление Белого дома было первым крупным проектом Жаклин Кеннеди как первой леди. Посетив Белый дом до инаугурации, она была разочарована: в нём совершенно отсутствовала историческая атмосфера. Комнаты были обставлены обыкновенной современной мебелью, что показалось Жаклин недопустимым для такого исторического места, как Белый дом. Переехав в президентский особняк, она старалась сделать личную часть дома более привлекательной и подходящей для семейной жизни. Для этого она привлекла декоратора Sister Parish. В частности, на семейном этаже появилась кухня и детские.
Выделенные на реставрацию средства быстро подошли к концу, и тогда Жаклин основала комитет по изящным искусствам, который должен был руководить продолжением работ и их финансировать. В качестве консультанта был приглашён коллекционер старинной американской мебели Генри Дюпон (Henry Francis du Pont).
Первоначально её усилия остались не замеченными широкой публикой, но позднее оказалось, что Жаклин немало сделала для разрешения споров приглашённых дизайнеров. По её предложению был выпущен первый путеводитель по Белому дому, доходы от продажи которого пошли на финансирование работ. Она инициировала билль Конгресса, сделавший имущество Белого дома собственностью Смитсоновского института, а не бывших президентов, которые могли бы потребовать свою собственность. Кроме того, она написала ряд писем людям, владевшим представляющими исторический интерес предметами интерьера. Благодаря этому многие из этих предметов были пожертвованы Белому дому.

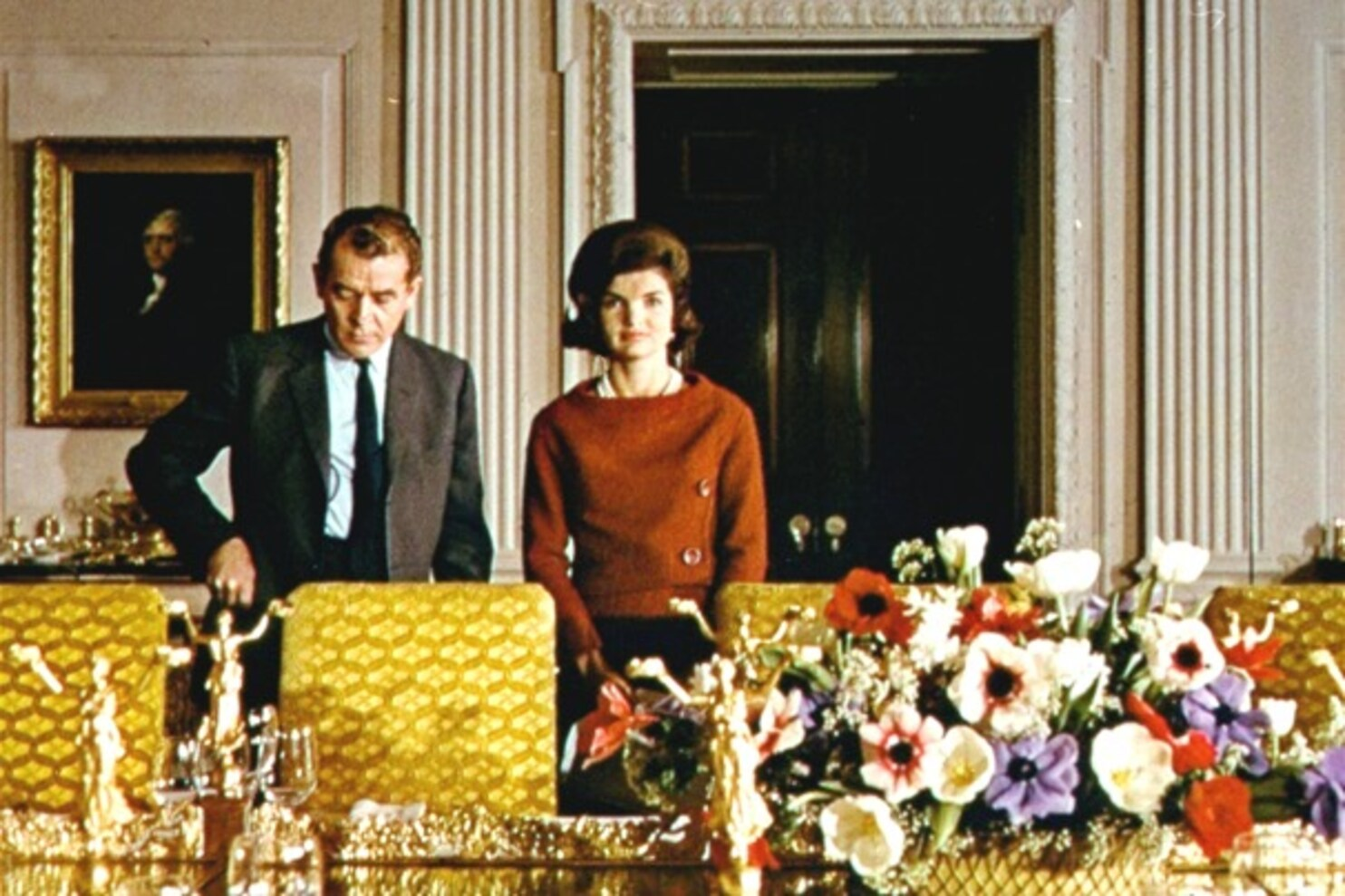
Миссис Кеннеди с Чарльзом Коллингвудом на экскурсии по восстановленному Белому дому (1962).

14 февраля 1962 года Кеннеди провела для американских телезрителей экскурсию по Белому дому с Чарльзом Коллингвудом с канала Новостей Си-Би-Эс. Она наблюдала за модернизацией и переустановкой розария Белого дома и Восточного Сада, который был переименован в Сад Жаклин Кеннеди после убийства её мужа. Её усилия в поддержку восстановления и сохранения в Белом доме оставили наследство в форме Исторической ассоциации Белого дома (англ. White House Historical Association), Комитета по сохранению Белого дома (англ. Committee for the Preservation of the White House), который был основан на её Комитете по обстановке Белого дома, постоянном Хранителе Белого дома, Треста снабжения Белого дома и Треста приобретения Белого дома. Радиовещание, восстановленное в Белом доме, очень помогло администрации президента Кеннеди. Американское правительство искало международную поддержку во время холодной войны, которая была достигнута, затрагивая общественное мнение. Первая леди — знаменитость, и высокий представительный статус вынуждает проводить экскурсии по Белому дому. Экскурсия была снята и растиражирована в 106 странах, так как многие хотели увидеть этот фильм. 22 мая 1962 года на 14-м Ежегодной церемонии Эмми, Боб Ньюхарт (англ. Bob Newhart) конферансье из Голливуд Палладиум, Джонни Карсон (англ. Johnny Carson) из нью-йоркского отеля Astor (англ. New York Astor Hotel) и корреспондент NBC Дэвид Бринкли (англ. David Brinkley) устроили в Парк-отеле Шератона в Вашингтоне, округ Колумбия, вручение статуэтки Эмми в качестве специальной награды Академии телевизионной премии искусств и наук (англ. Academy of Television Arts & Sciences) Жаклин Кеннеди за её телевизионную экскурсию Си-Би-Эс по Белому дому. Статуэтка Эмми хранится в Библиотеке Кеннеди, расположенной в Бостоне, Массачусетс. Всё внимание было обращено к Жаклин, за счёт этого ослабло внимание к её мужу в связи с политикой Холодной войны. Привлекая международное внимание общественности, первая леди получила союзников и международную поддержку Белого дома и правительства Кеннеди с его политикой в вопросе холодной войны.

### Заграничные поездки

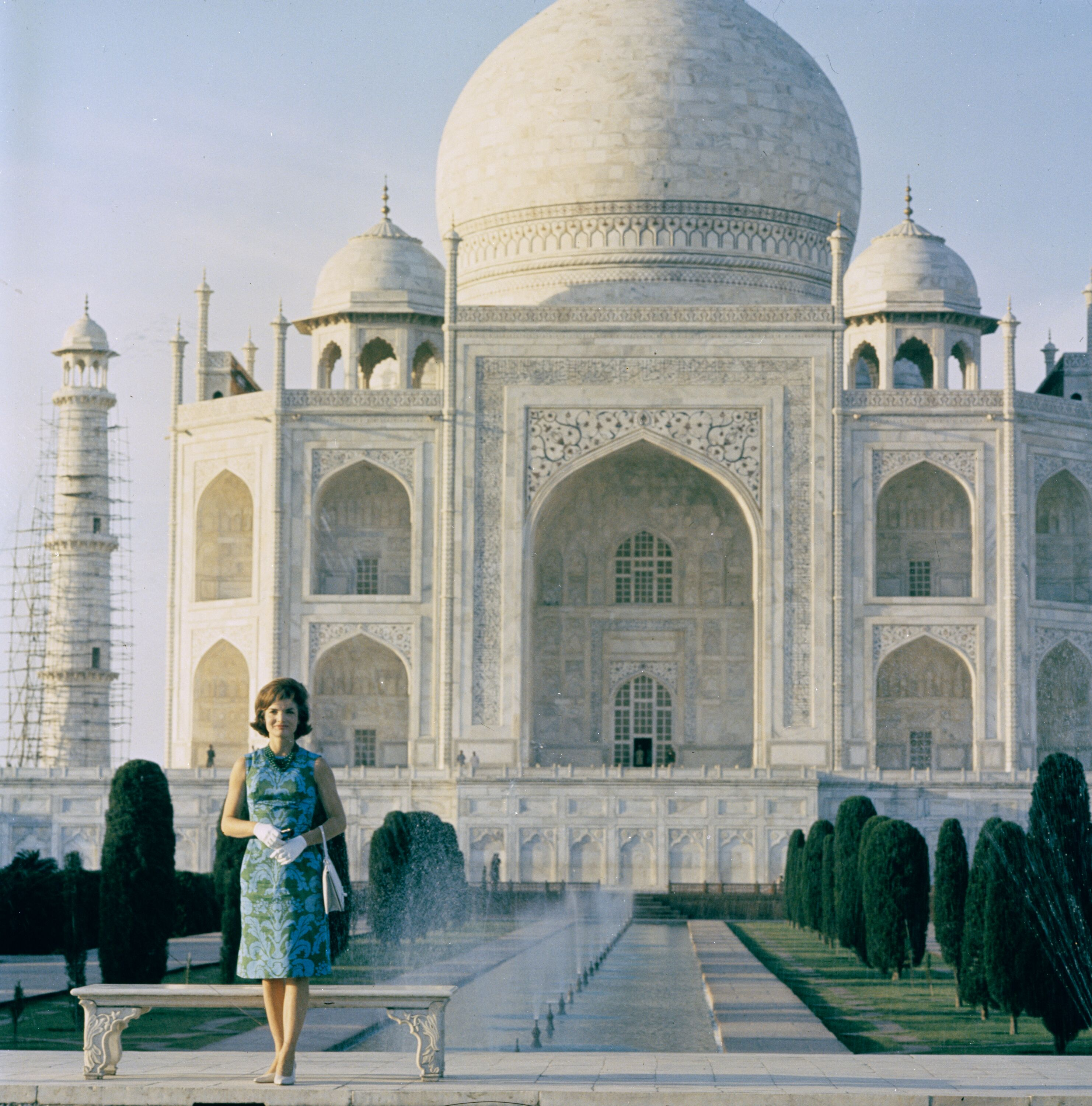
Жаклин Кеннеди в Тадж-Махале, Агра, Уттар-Прадеш, Индия. 15 марта 1962 года.

После прибытия во Францию четы Кеннеди с рабочим визитом Жаклин произвела впечатление на общественность, продемонстрировав свой высокий уровень владения французским языком, а также обширные знания французской истории. Миссис Кеннеди помог в изучении французского языка знаменитый пуэрто-риканский педагог Мария Тереса Бабин Кортес. В конце визита журнал Time, в восхищении от первой леди, отметил: «Также там был тот парень, что приехал с ней». Также и сам президент Кеннеди шутил: «Я — человек, который сопровождал Жаклин Кеннеди в Париж — и я наслаждался этим!» По настоянию Джона Кеннета Гэлбрэйта, американского посла в Индии, она совершила тур по Индии и Пакистану, взяв с собой сестру Каролин Ли Радзивилл, которая была достаточно подкована в фотожурналистике. В то время посол Гэлбрэйт отметил значительную разницу между первой леди и образом, базирующимся на широко отмеченном интересе Кеннеди к одежде и другим несерьёзным вещам, и при личном знакомстве убедился в её значительном интеллекте. Будучи в Пакистане, в Карачи, она выкроила время для поездки на верблюде с сестрой, а в Лахоре президент Пакистана Айюб Хан подарил первой леди лошадь по имени Сардар (значение слова урду «лидер»). Во время приёма в её честь в Садах Шалимара Кеннеди сказала гостям: «Всю свою жизнь я мечтала побывать в Садах Шалимара. Это даже прекрасней того, о чём я мечтала. Мне только жаль, что мой муж не может быть сейчас со мной».

### Смерть младшего сына

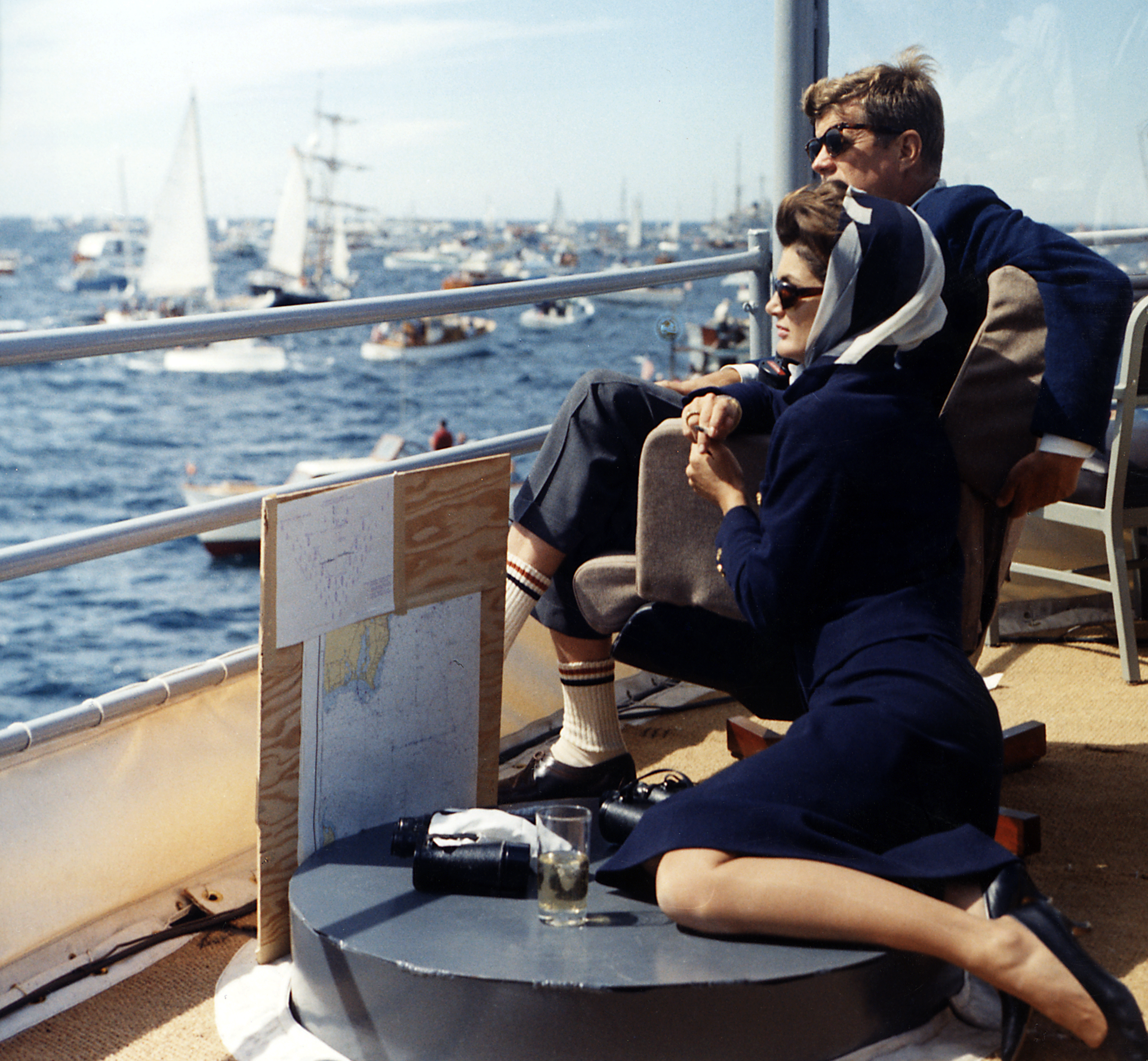
Супруги Кеннеди наблюдают соревнования на Кубок Америки на борту военного корабля США им. Джозефа П. Кеннеди младшего, сентябрь 1962 года.

В начале 1963 года Жаклин Кеннеди снова забеременела и сократила свои официальные обязанности. Большую часть лета она провела в арендованном доме Кеннеди на Острове Squaw, где 7 августа 1963 года у неё начались преждевременные роды. В Otis Air National Guard Base она родила мальчика — Патрика Бувье Кеннеди, с помощью кесарева сечения на 5,5 недель раньше срока. После его перевели в Бостонскую детскую больницу (англ. Children's Hospital Boston). Его лёгкие не были полностью развиты, он умер в Бостонской детской больнице от гиалиновой мембранной болезни (теперь известной как респираторный дистресс-синдром новорождённых) 9 августа 1963 года.

## Убийство и похороны Джона Ф. Кеннеди

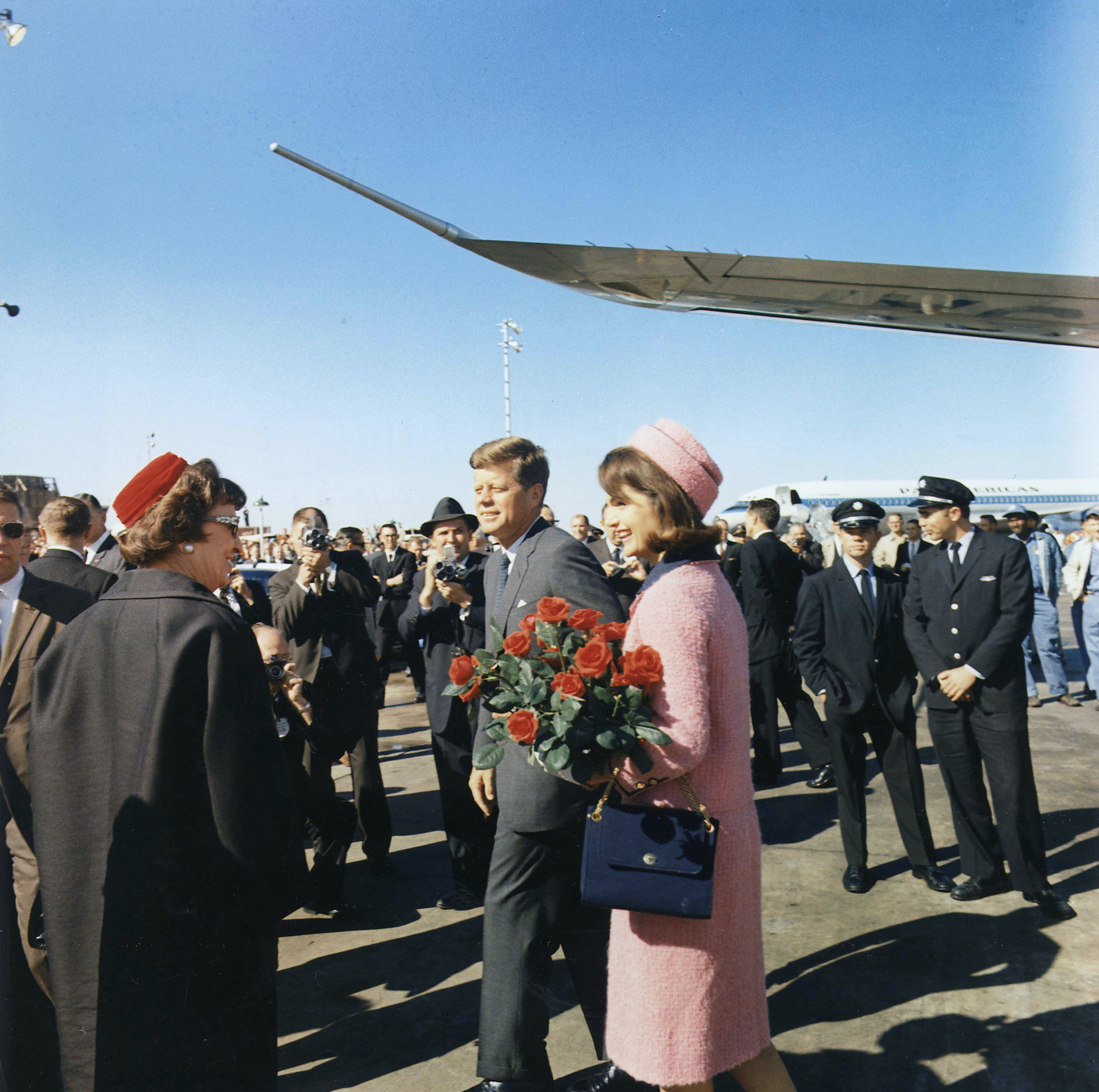
Президент США и Первая леди в далласском аэропорту Лав-Филд 22 ноября 1963 года

21 ноября 1963 года Первая леди отправилась с мужем в рабочую поездку по штату Техас, в поддержку предвыборной кампании 1964 года. 21 ноября Борт номер один с супругами Кеннеди прибыл в аэропорт Сан-Антонио, вечером того же дня вылетел в Хьюстон. Ночь чета Кеннеди провела в отеле в Форт-Уэрте; утром Борт номер один вылетел в Даллас.

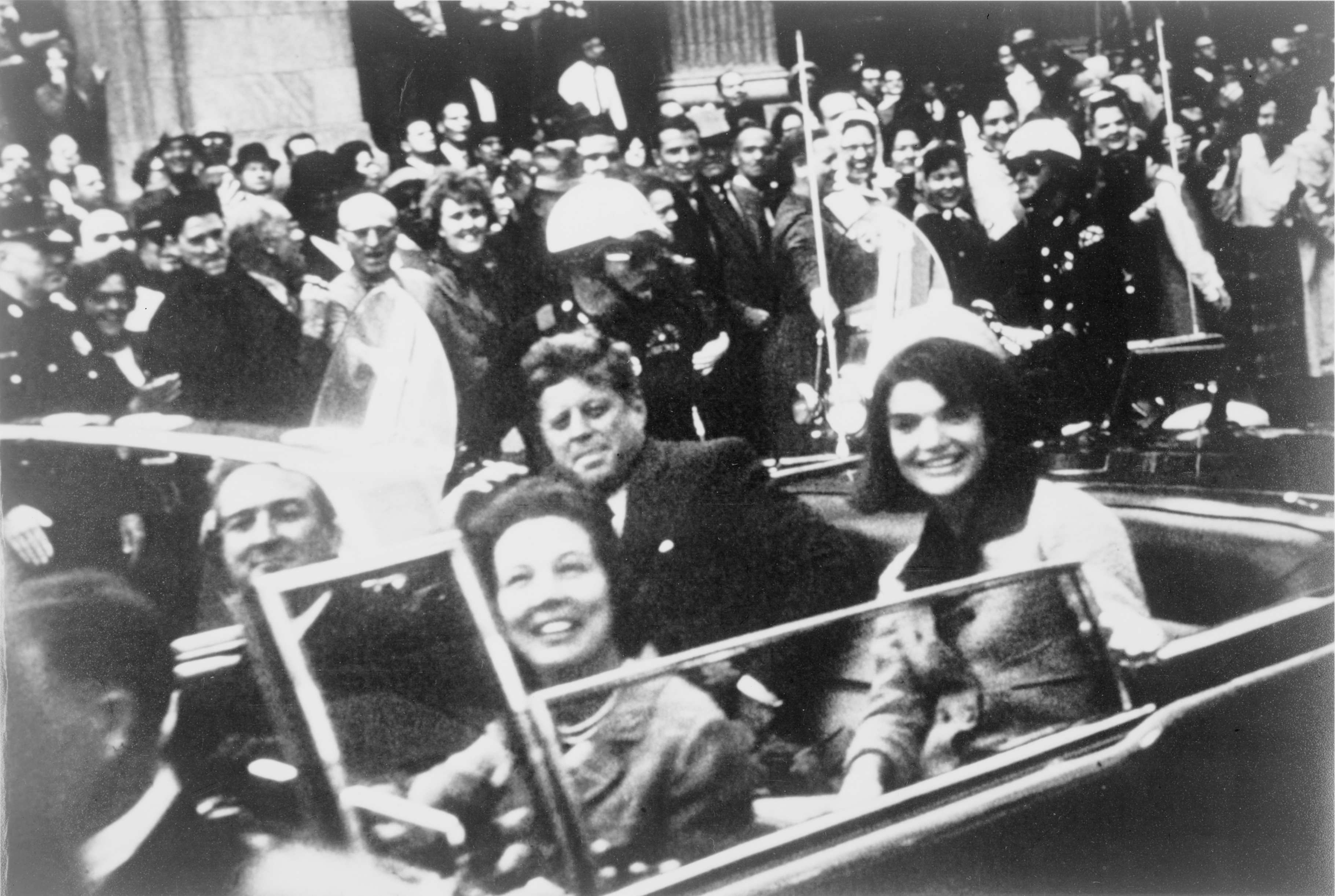
Кеннеди на заднем сидении президентского лимузина, незадолго до выстрела

Президент США и первая леди 22 ноября приземлились в далласском аэропорту Лав-Филд. Встречали первых лиц Америки губернатор Техаса Джон Конналли и его жена Нелли. На Жаклин Кеннеди был ярко-розовый костюм в стиле Шанель (на самом деле костюм был сшит в нью-йоркском ателье Chez-Ninon, но из подлинной ткани, которую использовала Шанель). Кортеж должен был доставить их в Торговый Аукционный зал, где президент, как было намечено, выступит с речью во время обеда. Супруги Кеннеди (на двух задних сиденьях) и губернатор Техаса Джон Конналли с женой Нелли (на двух передних) ехали ближе к голове кортежа. За ними следовала машина с агентами Секретной службы, за ней — машина, в которой ехал Линдон Джонсон. Дальше двигались многочисленные автомобили с остальными членами делегации и журналистами. После того, как кортеж повернул за угол на Элм-Стрит в Дили Плаза, первая леди услышала звук, который она приняла за выхлоп мотоцикла, и не сразу поняла, что это был выстрел, пока не услышала крик губернатора Конналли. В течение 8,4 секунд раздались ещё два выстрела, и она склонилась к мужу. Последний выстрел попал президенту в голову. Потрясённая, она вскочила с заднего сиденья и поползла по багажнику из автомобиля. Агент Секретной службы Клинт Хилл позже сказал Комиссии Уоррена, что думал, что она собирала с багажника части президентского черепа, так как пуля попала Кеннеди в голову, проделав в правой части его головы выходное отверстие размером с кулак, так что часть салона была забрызгана фрагментами мозга. Автомобиль немедленно набрал скорость и помчался в Парклендский госпиталь. По прибытии туда президент был ещё жив, врачи немедленно приняли меры по оказанию экстренной помощи. Чуть позже прибыл личный доктор Кеннеди Джордж Грегори Беркли, но в этот момент уже было очевидно, что попытки спасти Кеннеди были безрезультатны. Первая леди в этот момент оставалась в комнате для родственников и друзей пациентов. Немного позже она попыталась войти в операционную. Медсестра Дорис Нельсон остановила её и попыталась запереть дверь, чтобы Жаклин Кеннеди не вошла в операционную. Но первая леди была непреклонна. Она сказала президентскому врачу: «В него стреляли на моих глазах. Я вся в его крови. Что может быть ещё хуже?!» Медперсонал настаивал, чтобы она приняла успокоительное средство, от которого она отказалась. «Я хочу быть там, когда он умирает», сказала она Беркли. Он в конечном счёте убедил сестру Нельсон дать Джеки возможность быть с мужем, сказав, что «это — её право, её прерогатива».
Позже, когда прибыл гроб, вдова сняла своё обручальное кольцо и вложила его в руку президента. Она сказала помощнику Кену О’Доннеру: «Теперь у меня ничего нет». Перед похоронами ей всё же вернули обручальное кольцо.

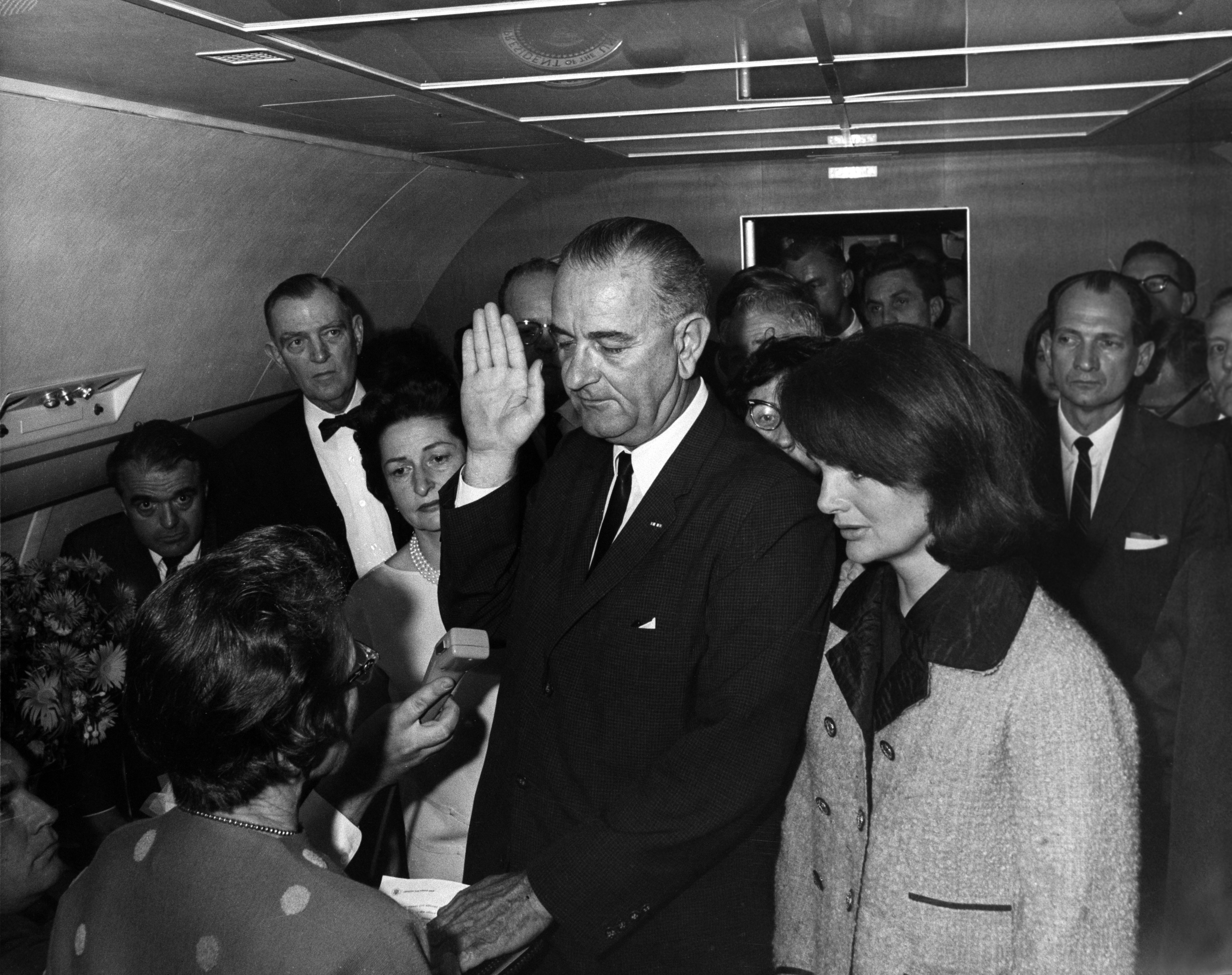
Джеки, в запачканном кровью розовом костюме, в то время как Джонсон даёт присягу при вступлении в должность президента.

После смерти президента она отказалась снять запачканную кровью одежду и сожалела о смывшейся с её лица и рук крови мужа. Она оставалась в забрызганном кровью розовом костюме. В этом же костюме она стояла рядом с Линдоном Джонсоном, который принимал присягу при вступлении в должность в качестве президента на борту самолёта, который должен был доставить тело покойного президента Кеннеди в Вашингтон. Она сказала Леди Берд Джонсон: «Я хочу, чтобы все видели, что они сделали с Джоном».

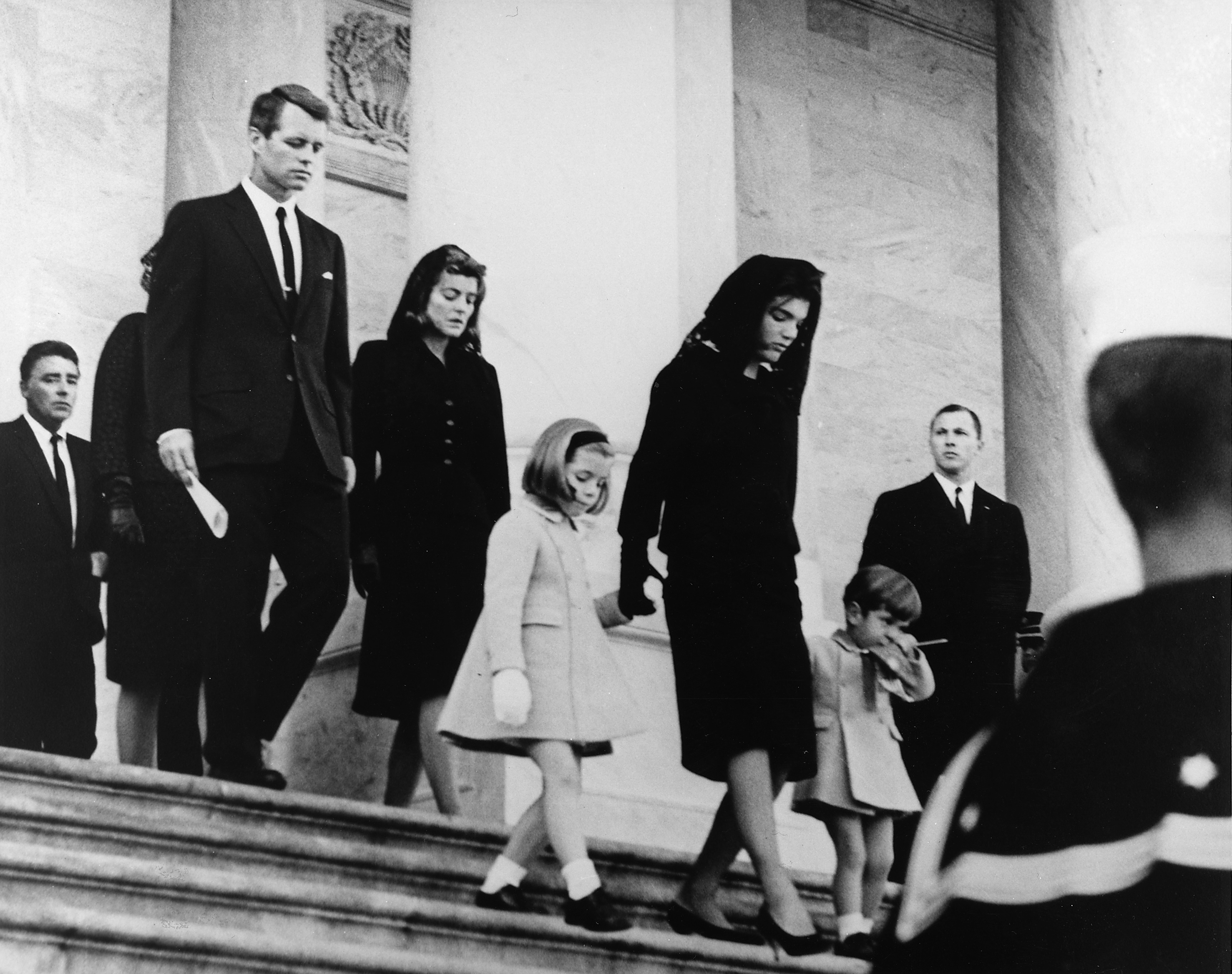
Члены семьи выходят из американского Капитолия после церемонии прощания с президентом 24 ноября 1963 года.

Жаклин Кеннеди сама занялась планированием деталей государственных похорон своего мужа которые были основаны на прощальной церемонии Авраама Линкольна. Панихида была проведена в Соборе Св. Апостола Матфея (англ. Cathedral of St. Matthew the Apostle) в Вашингтоне, округ Колумбия. Похоронен 35-й президент США на Арлингтонском национальном кладбище. Вдова возглавляла пешую процессию вместе с братьями и родственниками Джона Кеннеди. Возле могилы, по настоянию миссис Кеннеди, был установлен вечный огонь, который она сама и зажгла. Леди Джин Кэмпбелл сказала позже The London Evening Standard: «Жаклин Кеннеди дала американскому народу… одну вещь, в которой они всегда испытывали недостаток: величественность».
После убийства и освещения в СМИ, которое сосредоточилось на ней до и после похорон, Кеннеди отстранилась от публичных появлений и заявлений. Однако она сделала краткое появление в Вашингтоне, чтобы поблагодарить агента Секретной службы Клинта Хилла, который поднялся на президентский лимузин в Далласе, чтобы попытаться защитить её и президента. В сентябре 2011 года, спустя почти 50 лет после смерти Джона Кеннеди, обнародовано интервью, которое было записано после убийства её мужа в 1964 году. Приблизительно 8,5 часов записи содержат интервью с Артуром Шлезингером-младшим. В нём Жаклин Кеннеди делится своими мнением о вице-президенте Линдоне Б. Джонсоне, о лидере движения борцов за гражданские права, о Мартине Лютере Кинге. Она рассказывает, как она отказалась оставить своего мужа во время Карибского кризиса в 1962 году, когда другие чиновники отослали своих жён для их безопасности.

## Жизнь после убийства Джона Кеннеди
Спустя неделю после убийства её мужа, 29 ноября, у Кеннеди взял интервью Теодор Х. Вайт из журнала Life в Hyannis Port, Массачусетс. В этом интервью она сравнила годы Кеннеди в Белом доме c мифическим Камелотом Короля Артура, комментируя, что президент часто напевал заглавную песню Lerner and Loewe’s перед тем, как ложиться спать. После отъезда из Белого дома Кеннеди попросила своих водителей, чтобы они прокладывали маршруты её поездок так, чтобы она не видела свой прежний дом.
Её стойкость и храбрость после убийства её мужа и похорон вызывали восхищение во всем мире. После смерти Джона Кеннеди Жаклин и её дети оставались в их комнатах Белого дома в течение двух недель, готовясь к отъезду. Они провели зиму 1964 года в доме Аверелла Гарримана в Джорджтаунском районе Вашингтона, округ Колумбия, прежде чем купить свой собственный дом на той же самой улице. Позже в 1964 году, в надежде на частную жизнь для её детей, Кеннеди решила купить квартиру на Пятой авеню в Нью-Йорке и продала свой новый Джорджтаунский дом и загородный дом в Атоке, Вирджиния, где она и её муж намеревались уединиться. Она провела год в трауре, изредка выступая публично. В это время её дочь Кэролайн рассказала одному из своих учителей, что её мать часто плакала. Кеннеди увековечила память своего мужа, посещая мемориальные мероприятия. Они включали в себя присвоение имени Джона Ф. Кеннеди авианосцу ВМФ США USS John F. Kennedy (CV-67) в 1967 году (списан в 2007 году) в Ньюпорт-Ньюсе, штат Вирджиния, и мемориал в Хайаннис-Порте. Также создали мемориал президенту Кеннеди в Раннимиде в Англии и парк около Нью-Росс, Ирландия. Она наблюдала за планами создания Библиотеки Джона Ф. Кеннеди, которая является архивом для официальных газет правительства Кеннеди. Первоначальные планы строительства библиотеки в Кембридже, Массачусетс, около Гарвардского университета, в котором учился Джон Ф. Кеннеди, оказались трудноосуществимыми по различным причинам, поэтому библиотека расположилась в Бостоне. Отстроенная библиотека, разработанная Бэй Юймином, включает в себя музей и была открыта в Бостоне в 1979 году президентом Джимми Картером. В ноябре 1967 года, во время войны во Вьетнаме, журнал Life признал Жаклин Кеннеди «неофициальным послом по особым поручениям Америки» во время её посещения Камбоджи, когда она встретилась с главой государства принцем Сиануком. До этого дипломатические отношения между США и Камбоджей были прерваны с мая 1965 года.

## Брак с Аристотелем Онассисом

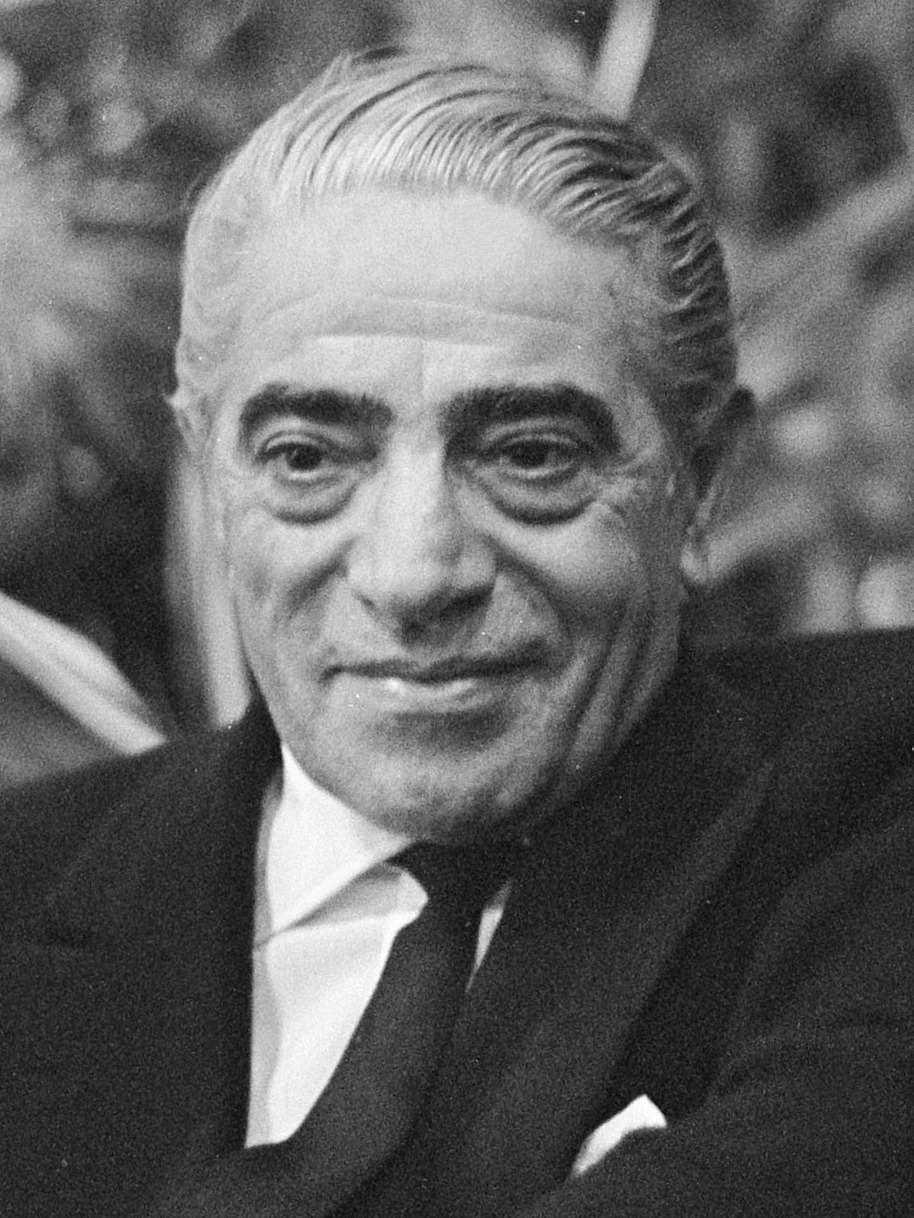
Аристотель Онассис — второй муж Жаклин Бувье Кеннеди.

В июне 1968 года, когда её деверь Роберт Кеннеди был убит, она испытала настоящий страх за своих детей, говоря: «Если они убивают Кеннеди, тогда мои дети — тоже мишени… Я хочу уехать из этой страны». 20 октября 1968 года она вышла замуж за Аристотеля Онассиса, богатого греческого судоходного магната, который смог обеспечить её детям и ей самой частную жизнь и безопасность, в которой они нуждались.
Свадьба состоялась на принадлежавшем Онасиссу острове Скорпиос в Ионическом море. После брака с Онассисом Жаклин Кеннеди-Онассис потеряла право на защиту Секретной службы и её привилегию франкирования, оба из которых являются правами вдовы американского президента. После брака СМИ дали ей прозвище «Джеки О», которое оказалось популярным. Уединения она так и не получила, став после замужества ещё более интересной для папарацци. Многие оценили этот брак как предательство по отношению к клану Кеннеди. Трагедии не оставили её и тогда. Единственный сын Аристотеля Онассиса Александр погиб в авиакатастрофе в январе 1973 года. Здоровье Онассиса начало ухудшаться, и он умер в Париже 15 марта 1975 года. Таблоиды осветили это событие заголовками «Жаклин снова вдова!». Финансовое наследство Кеннеди-Онассис было строго ограничено в соответствии с греческим законом, который диктовал, сколько негреческий супруг мог унаследовать. После двух лет юридического сражения она в конечном счёте приняла от Кристины Онассис, дочери Онассиса и единственного наследника, отступные в размере 26 миллионов долларов, отказываясь от всего другого наследства Онассиса. Во время их семилетнего брака пара проживала в пяти различных местах: её нью-йоркской квартире из 15 комнат на Пятой авеню, её лошадиной ферме в Нью-Джерси, его квартире в Париже, его частном острове в Греции Скорпиос и его 325-футовой (100 м) яхте «Кристина».

## Более поздние годы

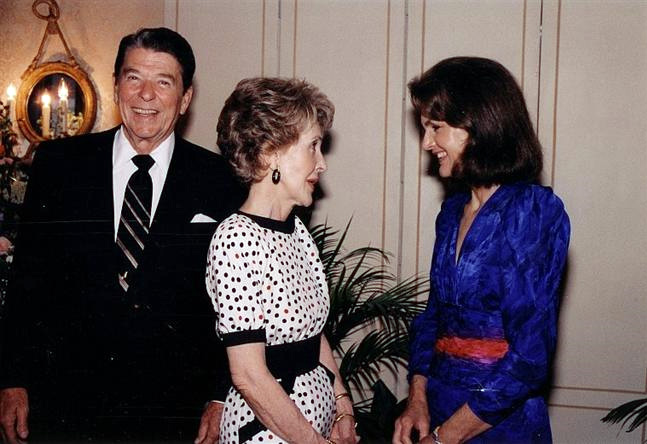
Бывшая первая леди Жаклин Кеннеди-Онассис в 1986 году, с президентом США Рональдом Рейганом и первой леди Нэнси Рейган

Смерть Онассиса в 1975 году сделала Жаклин Кеннеди-Онассис, почти в 46 лет, вдовой во второй раз. Теперь, когда её дети стали старше, она решила найти работу. Так как она всегда любила литературу и писать, в 1975 году она приняла предложение вакансии редактора Viking Press. Но в 1978 году президент Viking Press Томас Х. Гуинзберг совершил покупку романа Джеффри Арчера «Мы скажем Президенту?», в котором описывалось вымышленное будущее президента Эдварда М. Кеннеди и заговор убийства против него. После размолвки с президентом компании по поводу публикации и продажи этой книги Жаклин Кеннеди-Онассис уволилась из издательства. После она устроилась в Doubleday как младший редактор при старом друге, Джоне Саржене, живущем в Нью-Йорке. С середины 1970-х и до её смерти её компаньоном был Морис Темплсмен, промышленник бельгийского происхождения и алмазный торговец.
Она также пользовалась большим вниманием у прессы. Наиболее печально известна история с одержимым фотографом Роном Гэлеллу. Он следовал за ней везде и фотографировал её изо дня в день, пытаясь получить откровенные фотографии с ней. В конечном счёте Жаклин подала на него в суд и выиграла процесс. Эта ситуация привлекла негативное общественное внимание к папарацци. В 1995 году Джон Ф. Кеннеди-младший разрешил Гэлеллу сфотографировать его на общественных мероприятиях.
Жаклин Кеннеди-Онассис также выступала за сохранность и защиту культурного наследия Америки. Известные результаты её тяжёлой работы включают Лафайет-сквер в President’s Park, Вашингтон и Центральный вокзал — историческую железнодорожную станцию Нью-Йорка. В то время, когда она была первой леди, она помогла остановить разрушение исторических домов в Лафайет-Сквер, потому что чувствовала, что эти здания были важной частью национального капитала и играли существенную роль в её истории.
Позже, в Нью-Йорке, она принудила компанию охраны памятников истории спасти от разрушения и отремонтировать Центральный вокзал. Мемориальная доска в терминале напоминает о её вкладе в сохранение памятника архитектуры и истории Нью-Йорка. В 1980-х она была ключевой фигурой в протестах против запланированной стройки небоскреба на площади Колумба, который мог отбрасывать большие тени на Центральный парк. Проект был отменён, но небоскреб Тайм-Уорнер-Центр займёт это место в 2003 году. Из окон её квартиры в Нью-Йорке открывался прекрасный вид на стеклянное крыло Музея искусств Метрополитен, в котором представлен Temple of Dendur. Это был подарок из Египта для США, в благодарность за великодушие Жаклин Кеннеди, которая способствовала сохранению нескольких храмов и объектов египетской старины, которым угрожало строительство Асуанской плотины.

## Смерть

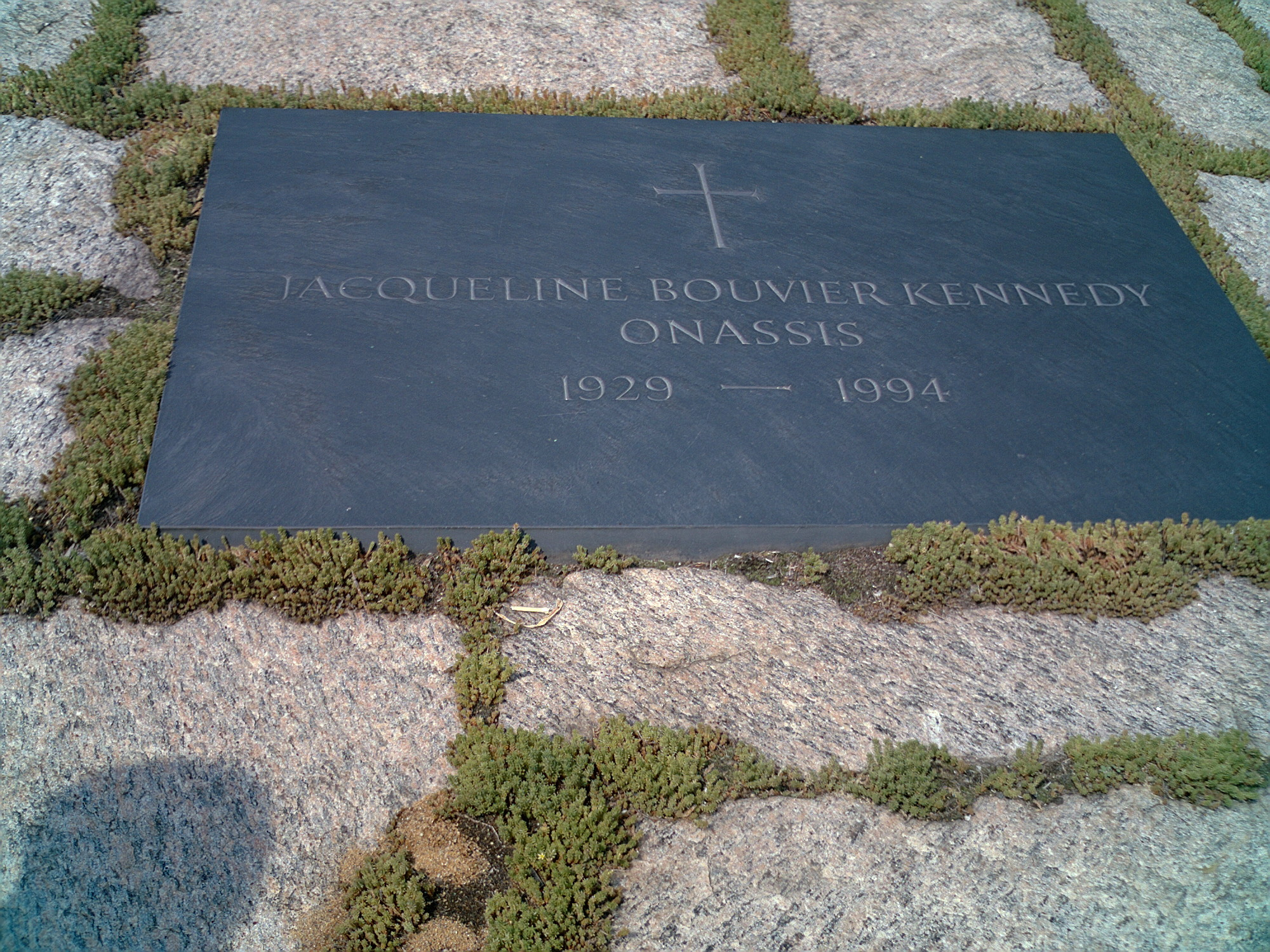
Могила Жаклин Бувье Кеннеди-Онассис на Арлингтонском национальном кладбище, рядом с первым мужем и детьми (2006 год)

В январе 1994 года у Кеннеди-Онассис была диагностирована лимфома. О её заболевании и диагнозе общественности было объявлено в следующем месяце. Семья и доктора сначала были настроены оптимистично. Жаклин бросила курить по настоянию её дочери, будучи заядлой курильщицей по «три пачки в день». Кеннеди-Онассис продолжила работу с Doubleday, но сократила свой рабочий график. К апрелю лимфома дала метастазы. Жаклин совершила свою последнюю поездку домой из Нью-йоркского Пресвитерианского госпиталя 18 мая 1994 года. Многочисленная толпа доброжелателей, поклонников, туристов и репортёров собралась на улице около её квартиры.
Жаклин Кеннеди-Онассис умерла во сне в 22:15 в четверг, 19 мая, — в 103-ю годовщину дня рождения её отца Джона Верну Бувье III и за два месяца до собственного, 65-го, дня рождения.
В объявлении о её смерти сын Кеннеди-Онассис, Джон Кеннеди-младший, сказал: «Моя мать умерла, окружённая её друзьями и семьёй, её книгами, людьми и вещами, которые она любила. Она сделала это по-своему и на своих собственных условиях, и мы все чувствуем себя от этого счастливыми». Прощание с Жаклин Кеннеди-Онассис состоялось 23 мая 1994 года в церкви Святого Игнатия Лойолы на Манхэттене — церкви, в которой её крестили в 1929 году. На её похоронах сын Джон описал три отличительные черты своей матери: любовь к словам, узы дома и семьи, дух приключения. Она была похоронена рядом с первым мужем, президентом Кеннеди, их сыном Патриком и мертворождённой дочерью Арабеллой на Арлингтонском национальном кладбище, в пригороде Вашингтона.

## Жаклин как символ стиля

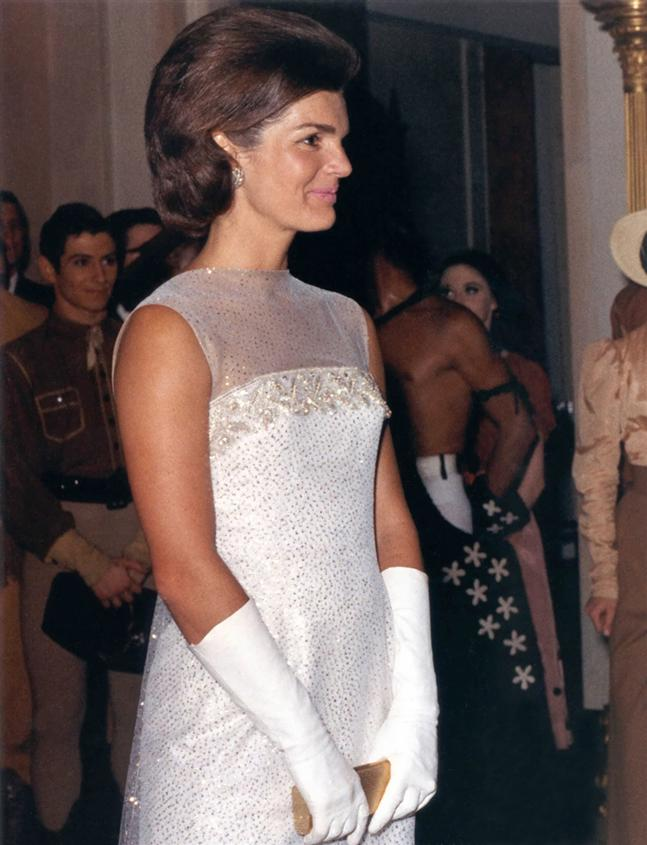
Жаклин Кеннеди на официальном обеде 22 мая 1962 года.

Во время президентства Джона Жаклин Кеннеди стала символом моды для женщин не только в Америке, но и во всём мире. Она наняла французско-американского модельера и друга семьи Кеннеди Олега Кассини осенью 1960 года для того, чтобы он создал для неё оригинальный гардероб, соответствующий званию первой леди. С 1961 до конца 1963 года Кассини создал для неё многие коллекции самых культовых нарядов, в том числе и на день инаугурации президента, а также наряды для поездок в Европу, Индию и Пакистан. Её костюмы с юбками до колена, рукава три четверти, воротнички пальто и жакетов, платья без рукавов, перчатки выше локтя, туфли на низком каблуке и шляпки-таблетки имели успех во всём мире. В народе её стиль прозвали «стиль Джеки». Несмотря на то что Кассини был её главным дизайнером, она также носила одежду от прославленных дизайнеров французской моды, таких как Chanel, Givenchy и Dior.
В годы после Белого дома её стиль значительно изменился. Её одежда стала более скромной, обычной. Брючные костюмы с широкими штанинами, большие жакеты с отворотом, платки Hermès, покрывавшие либо голову, либо шею, и большие солнечные очки представляли её новый образ. Она чаще стала надевать вещи более ярких цветов, а также начала носить джинсы публично. Надевая свободные плащи без пояса, белые джинсы на бёдрах с чёрной водолазкой, она тем самым ввела новую тенденцию в моде.
За всю свою жизнь Кеннеди продемонстрировала на себе большую коллекцию изысканных и бесценных драгоценностей. Известно, что многие ювелирные магазины давали ей драгоценности напрокат, делая себе превосходную рекламу. Ожерелье из жемчуга, разработанное американским ювелиром Kenneth Jay Lane, стало её визитной карточкой в качестве первой леди. Популярная «Ягодная брошь», сделанная в виде двух фруктовых брошек — земляники из рубинов, а основание и листья из алмазов, разработанная французским ювелиром Джин Шлюмбергер для Tiffany & Co, была лично отобрана и подарена ей мужем за несколько дней до его инаугурации в январе 1961 года. Золото Шлюмбергера (англ. Schlumberger's gold) и эмалированные браслеты Жаклин Кеннеди так часто носила в начале и середине 1960-х годов, что пресса назвала их «браслеты Джеки». Браслет из белой эмали и небольшие золотые «банановые» серьги были одними из её любимых. Кеннеди носила драгоценности, разработанные Van Cleef & Arpels в течение 1950-х, 1960-х и 1970-х годов. Самым любимым у неё было обручальное кольцо, подаренное ей президентом Кеннеди, также от Van Cleef & Arpels.

## Память

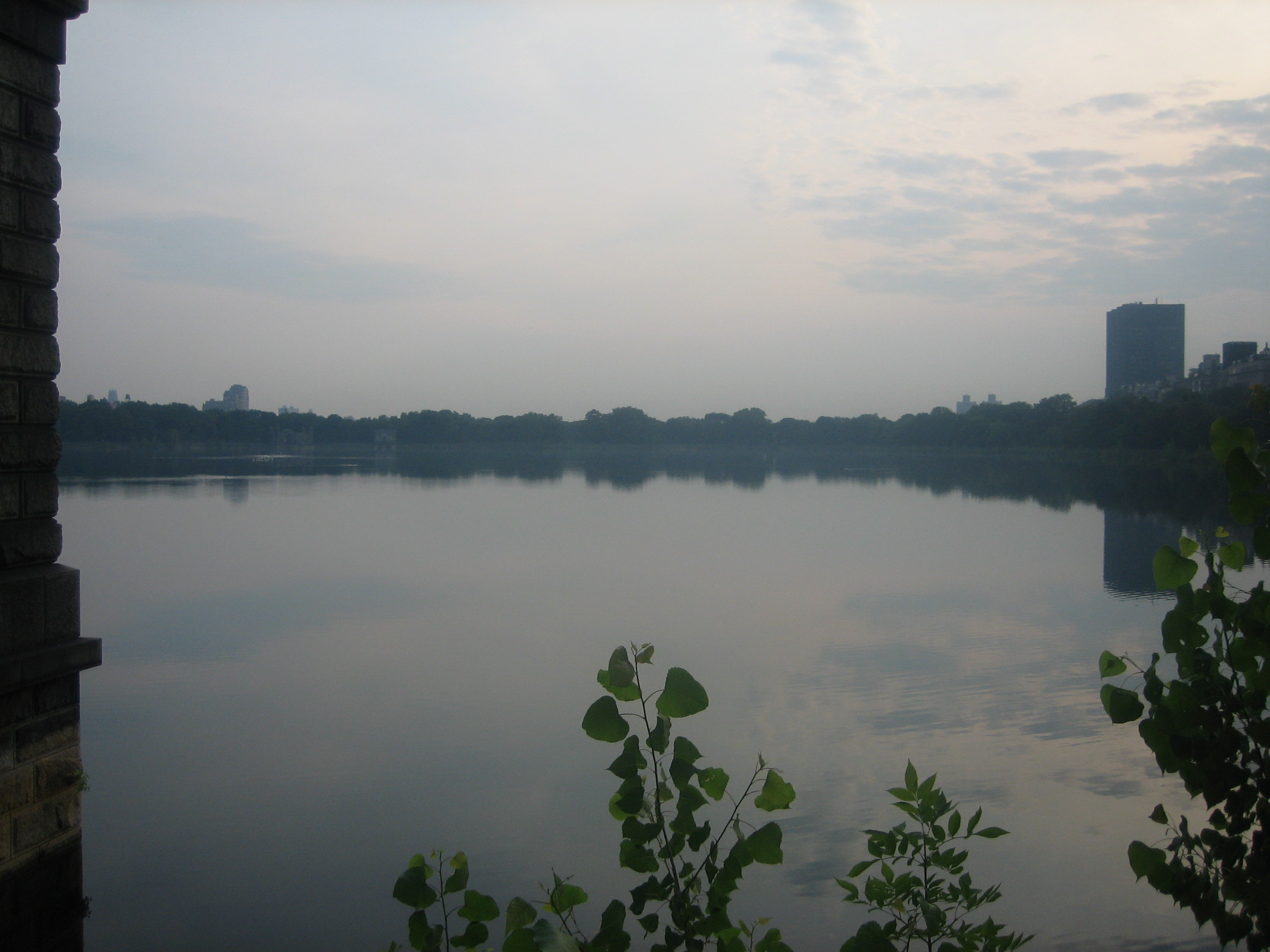
В память о Жаклин Кеннеди назван один из водоёмов в Нью-Йорке

- В 1965 году леди Бёрд переименовала Восточный сад Белого дома в Jacqueline Kennedy Garden в её честь.
- Средней школе, расположенной в Нью-Йорке, в 1995 году присвоено имя Jacqueline Kennedy Onassis High School, это первая средняя школа, названная в её честь.
- В декабре 1999 года Кеннеди-Онассис была среди 18 включённых в «Список Гэллапа людей XX века, которыми восхищаются» (англ. Gallup's List of Widely Admired People of the 20th Century) по опросу, проведённому среди американского народа.
- Главное водохранилище в Центральном парке, расположенном в Нью-Йорке, было переименовано в её честь, как водохранилище Jacqueline Kennedy Onassis Reservoir.
- Муниципальное общество искусств в Нью-Йорке наградило Жаклин Кеннеди-Онассис медалью «Человека, чья работа и дела внесли огромный вклад в город Нью-Йорк». Медаль названа в честь бывшего члена совета Общества в 1994 году, за её неустанные усилия, направленные на сохранение и защиту архитектуры Нью-Йорка.

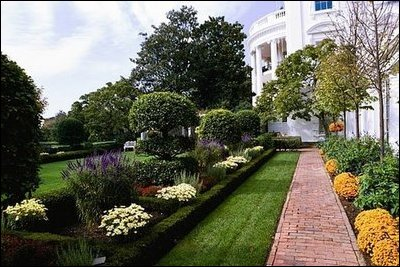
Восточный сад Белого дома с 1965 года носит имя Жаклин Кеннеди

- В Университете имени Джорджа Вашингтона общежитие, расположенное на юго-восточном углу 1-й и 23-й улицы в Вашингтоне, округ Колумбия, было переименовано в Jacqueline Bouvier Kennedy Onassis Hal в честь выпускницы.
- В 2007 году её имя и её первого мужа было включено в список людей на борту японской миссии Kaguya на Луну, начатую 14 сентября, как часть «Планетарного объединения» (англ. "The Planetary Society") кампании «На Луну» (англ. "Wish Upon The Moon"). Кроме того, они включены в список на борту Лунной миссии Орбитального аппарата НАСА.
- Школу и премию в американском театре Балета назвали в честь неё.
- Книга серий интервью между мифологом Джозефом Кэмпбеллом и Биллом Мойерсом (англ. Bill Moyers) «Сила Мифа» (англ. "The Power of Myth") была создана под руководством Кеннеди-Онассис до её смерти. Редактор книги, Бетти Сью Флауэрс (англ. Betty Sue Flowers), пишет в примечании редактора Власти Мифа: «Я благодарна <…> Жаклин Ли Бувье Кеннеди-Онассис, редактору Doubleday, чей интерес к книгам Джозефа Кэмпбелла был главным в публикации этой книги». Спустя год после её смерти Билл Мойерс написал книгу для своего сериала на Public Broadcasting Service «Язык Жизни» (англ. "The Language of Life to Onassis"), посвящённую Жаклин. Вступительная часть начиналась так: «Жаклин Кеннеди-Онассис. Как вы приплыли на Итаку». Итака была ссылкой на стихотворение Константиноса Кавафиса, которое её друг Морис Темпелсмен (англ. Maurice Tempelsman) прочитал на её похоронах.
- Белая вышка на крыше дома на Норт Мэдисон-Стрит в Миддлбурге, Вирджиния, посвящена Жаклин Кеннеди-Онассис. Жаклин и президент Кеннеди часто посещали небольшой город Миддлбург и намеревались уединиться в соседнем городе Атоке. Также она там часто охотилась.

За фотографии обнажённой Жаклин Онассис знаменитый папарацци Сеттимо Гарритано (англ. Settimio Garritano) в 1970 году получил $1 200 000. Пробравшись на тщательно охраняемый остров — частную собственность Онассиса — под видом садовника-мексиканца, он сделал снимки обнажённой Жаклин. Впервые фотографии были опубликованы в 1972 году в итальянском журнале Playmen. В 1975 американский Hustler купил права на их публикацию. Августовский номер с фотографиями Жаклин Кеннеди стал самым продаваемым в истории Hustler.

## Жаклин Кеннеди в искусстве

### Фильмы
- «Греческий магнат» (The Greek Tycoon, 1978), в роли Жаклин Кеннеди (в фильме Лиз Кэссиди) — Жаклин Биссет
- «Жаклин Бувье Кеннеди» (Jacqueline Bouvier Kennedy, 1981), в роли Жаклин Кеннеди — Жаклин Смит
- «Линдон Бейнс Джонсон: Ранние годы[англ.]» (LBJ: The Early Years, 1987, телефильм), в роли Жаклин Кеннеди — Робин Кёртис
- «Женщина по имени Джеки» (1991)
- «Первая леди» (2000), в роли Жаклин Кеннеди — Джоэнн Уэлли
- «Каллас и Онассис» (2005), в роли Жаклин Кеннеди — Анна Валле
- «Серые сады» (2009), в роли Жаклин Кеннеди — Джинн Трипплхорн
- «Клан Кеннеди» (мини-сериал; 2011) и «Клан Кеннеди: После Камелота» (мини-сериал; 2017), в роли Жаклин Кеннеди — Кэти Холмс
- «Дворецкий» (2013), в роли Жаклин Кеннеди — Минка Келли
- «Джеки» (2016), в роли Жаклин Кеннеди — Натали Портман
- «Корона» (2017), в роли Жаклин Кеннеди — Джоди Бальфур

## Воспоминания
- Жаклин Кеннеди. Жизнь, рассказанная ею самой / Жаклин Кеннеди. — М. : Яуза-каталог, 2014. — 222, [1] с., [12] л. ил., портр. : портр. — (Уникальная биография женщины-эпохи) — ISBN 978-5-906716-05-7